# Aeridisia
× Aeridisia, (abreviado Aersa) en el comercio, es un híbrido intergenérico entre los géneros de orquídeas Aerides × Luisia. Fue publicado en Orchid Rev. 82(976) cppo: 9 (1974).